# Durante Aquele Estranho Chá: Perdidos e Achados
Durante Aquele Estranho Chá: Perdidos e Achados é um livro de Lygia Fagundes Telles publicado em 2002. Nele, há textos breves, de origens, naturezas e épocas diversas, compõem um vívido painel de memórias de Lygia, com destaque para seus encontros e diálogos com personalidades literárias como Simone de Beauvoir e Jean-Paul Sartre às visitas a Jorge Amado e Zélia Gattai, da amizade com Hilda Hilst a um estranho diálogo com Jorge Luis Borges, passando por uma entrevista concedida à amiga Clarice Lispector, personalidades as quais, de um modo ou de outro, marcaram a sua formação como escritora.